# Soba ni Iru ne
Soba ni Iru ne (そばにいるね, I'm by Your Side) é um single da cantora japonesa Thelma Aoyama, lançado em 23 de janeiro de 2008, em conjunto com o rapper SoulJa. O single faz parte do álbum Diary e vendeu mais de 8.200.000 de cópias digitais no Japão.

## Tracklist[3]
1. Soba ni Iru ne feat. SoulJa (そばにいるね, I'm by Your Side)
2. My Dear Friend
3. This Day feat. Dohzi-T